# 聖アントニウスの誘惑 (パティニール)
『聖アントニウスの誘惑』（せいアントニウスのゆうわく、西: Las tentaciones de San Antonio Abad、英: The Temptations of Saint Anthony）は、初期フランドル派の画家ヨアヒム・パティニールが1520–1524年ごろ、板上に油彩で制作した絵画である。主題は数多くの誘惑と苦闘して、信仰に生涯を捧げた聖アントニウスで、画中の人物像は同時代のフランドルの画家クエンティン・マサイスが描いている。作品は1566年にフェリペ2世の所有となり、エル・エスコリアル修道院に納められた。現在、マドリードのプラド美術館に所蔵されている。

## 主題
聖アントニウスは、3世紀半ばにエジプトの裕福な家に生まれながら、20歳の時に私財を棄てて隠修生活に入った。彼は悪魔の激しい幻影に襲われつつも、それに打ち勝ったことで知られている。パティニールの時代のネーデルラントでは、聖アントニウスはヤコブス・デ・ウォラギネの『黄金伝説』や、当時盛んに出版されていた『教父伝』といった聖人伝を通じて知られていた。聖書には、イエス・キリストがやはり荒野での修業中に悪魔の誘惑を3度拒んだという逸話があり、「キリストに倣う」ことを希求していた当時の人々にとって、苦闘の末に悪魔を退けた聖アントニウスはとりわけ崇拝されていた。

## 影響
パティニールとマサイスは本作を描くにあたり、主題解釈の面でヒエロニムス・ボスの『聖アントニウスの誘惑の三連祭壇画』 (国立古美術館、リスボン) の影響を受けたに違いない。ボスはこの祭壇画で悪魔を自由に創造しているが、彼の悪魔像が16世紀の画家たちに与えた影響は大きく、彼らはボスの図像を借用した。本作においては、そうした悪魔の姿が空の雲の中と山小屋の中に見出せる。

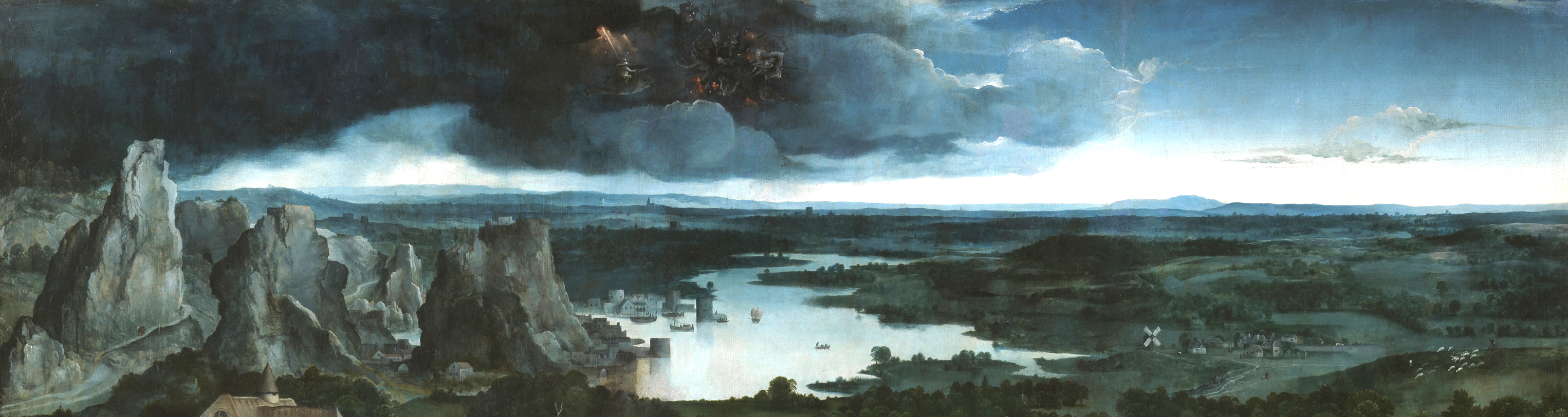
空の雲の中に描かれている悪魔
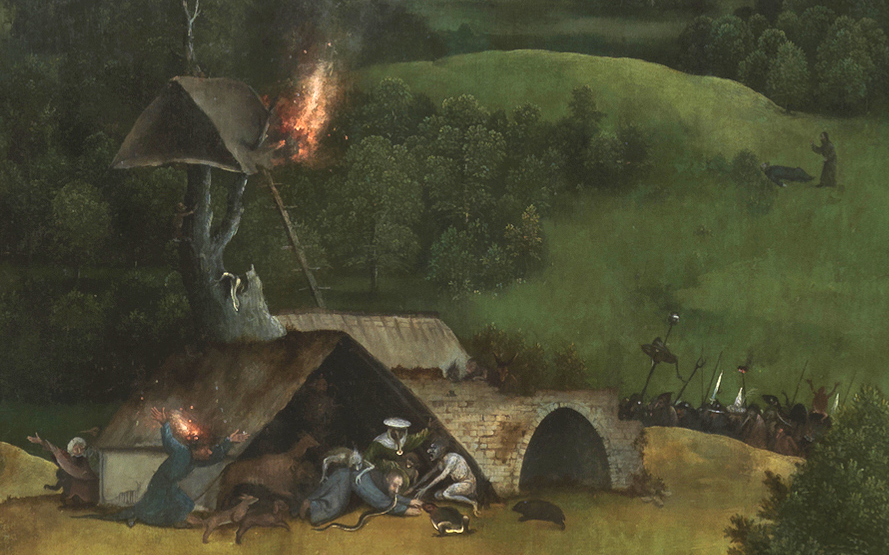
山小屋の中の悪魔

しかしながら、全体としての本作におけるボスの影響は大きくはなく、パティニールの風景描写と前景のマサイスの人物描写が支配的である。

## 作品
本作の画面前景中央では、淫欲を象徴する3人の貴婦人が聖アントニウスを誘惑するところが描かれている。女性が差し出すリンゴ、聖人を引き倒す猿、地に落ちたロザリオはそれぞれ、誘惑、罪悪、堕落を象徴している。若い女性たちの左側には女衒の老婆がいるが、これは聖人伝には記述されていない。
中景左側の山小屋の中では、聖アントニウスが悪魔に襲われている。画面右側には舟があり、そこでカエルが給仕する食事へ聖アントニウスを誘う女王が描かれている。女王とともにいる侍女たちも聖人を誘惑し、裸で水浴しているものも見られる。画面左奥にある岩上の隠棲所にも聖アントニウスが読書する姿で描かれているが、空の雲の中にいる悪魔たちが襲いかかってこようとしている。画面中景奥の野原には疲れ切って倒れた聖アントニウスがおり、横には彼を励まそうとするキリストが描かれている。

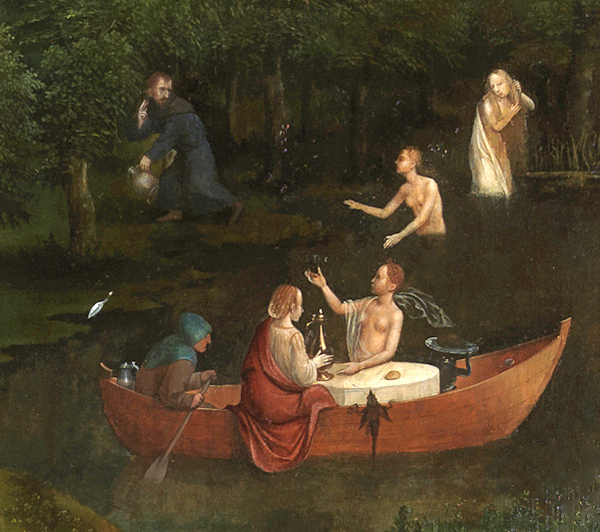
画面右側の舟
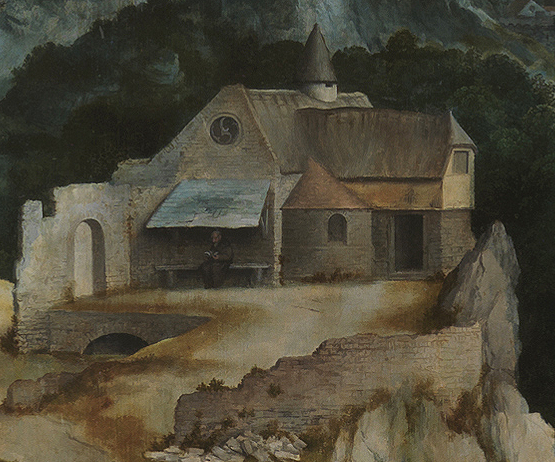
画面左側の隠棲所

本作に描かれている背景の川と町並みは、パティニールが居住していたマース川流域の実景を想起させる。一方、作品中の人物像はマサイスが描いているが、若い女性の左側にいる女衒の老婆は、同画家による『醜女の肖像』 (ロンドン・ナショナル・ギャラリー) に描かれている老婆を想起させずにはおかない。

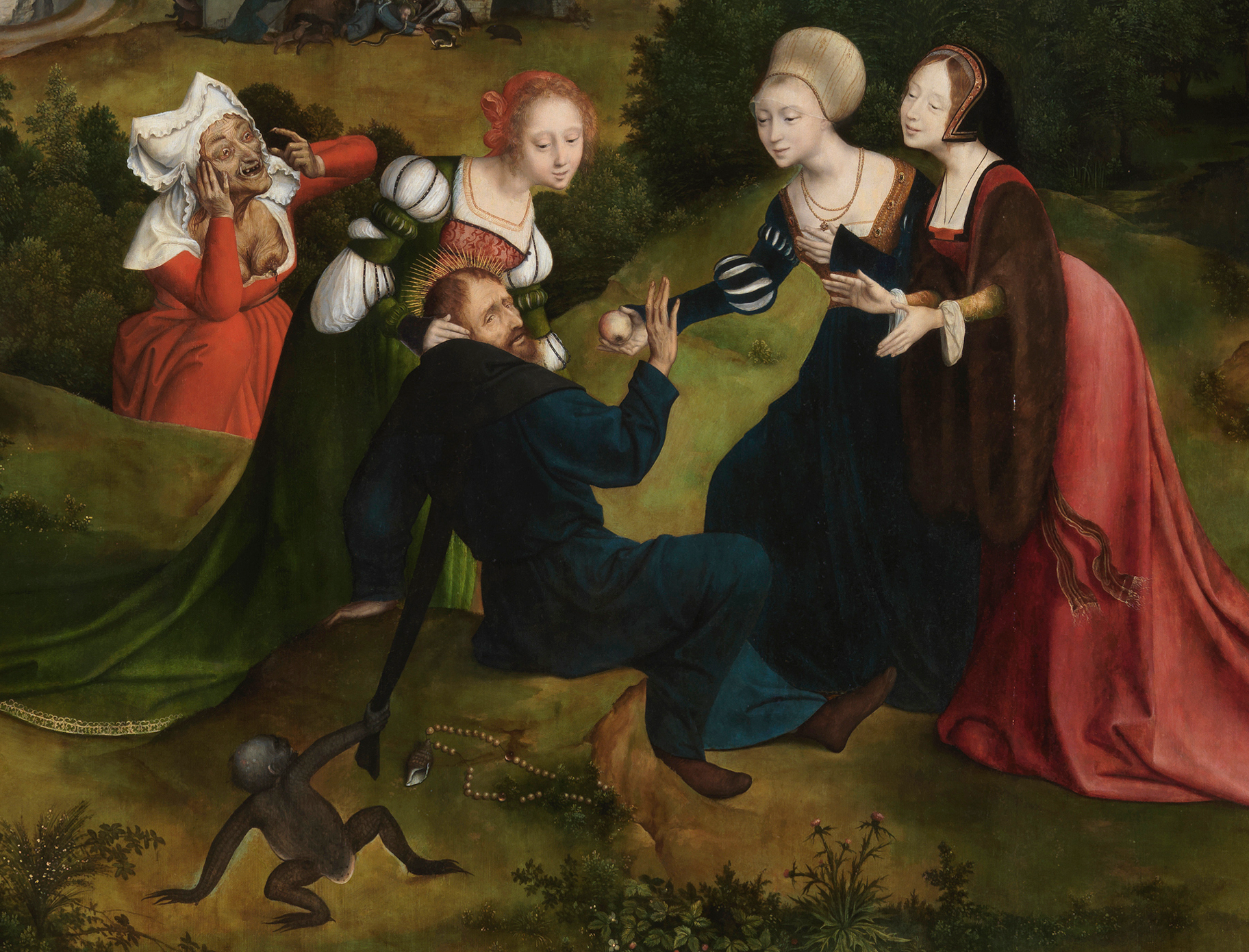
本作中の女衒の老婆 (左側)
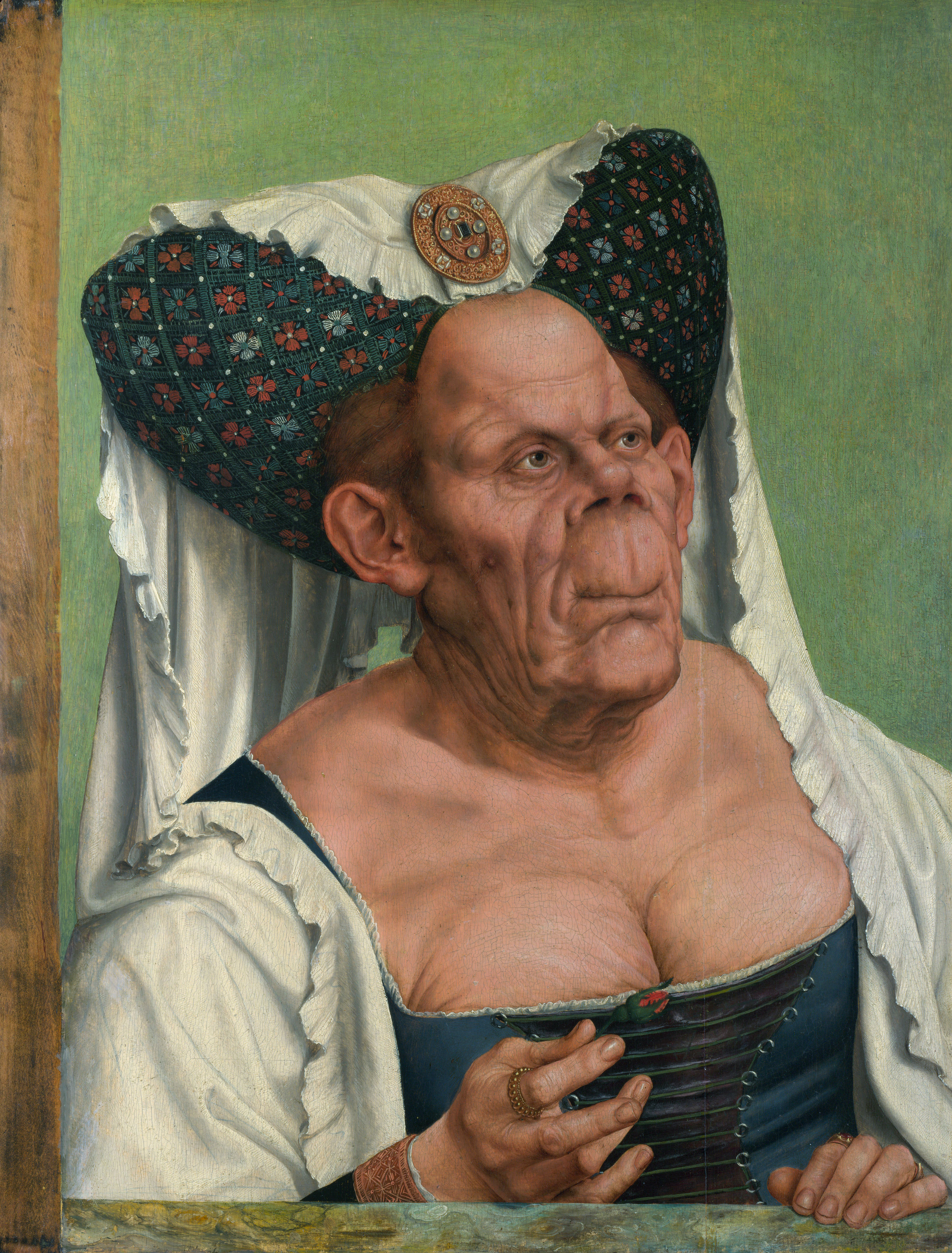
マサイスの『醜女の肖像』